# Tanaecia rudraca
Tanaecia rudraca är en fjärilsart som beskrevs av Hans Fruhstorfer 1913. Tanaecia rudraca ingår i släktet Tanaecia och familjen praktfjärilar. Inga underarter finns listade i Catalogue of Life.